# Алекс Крос (филм)
Алекс Крос (енгл. Alex Cross) амерички је криминалистички трилер филм из 2012. режисера Роба Коена. Главне ликове играју Тајлер Пери као насловни лик и Метју Фокс као зликовац Пикасо. Адаптирани сценарио написао је Марк Мос са Кери Вилијамсон. Заснован је на роману Крос Џејмса Патерсона и трећем наставку филмског серијала, који се сматра рибутом серијала. Насловни лик је претходно играо Морган Фриман у Kiss the Girls (1997) и Along Came a Spider (2001). За разлику од пређашњих филмова, које је дистрибуирао Paramount Pictures, овај филм је издао Lionsgate Films — 19. октобра 2012. године.

## Радња
Др Алекс Крос (Пери) ради као психолог и полицијски поручник; живи у Детроиту са својом супругом Маријом (Еџого) и двоје деце. Након што сазна да Марија носи треће дете, Крос разматра прихватање посла ФБИ профилера. У међувремену, непознати човек (Фокс) учествује у борби у кавезу у подземљу те заводи пословну жену Фан Јау (Џејкобсен). Она га позива у своју вилу, где је он убија на болестан начин.
На месту злочина, Крос проналази скицу нацртану угљеном коју је убица оставио; цртеж је у стилу уметника Пикаса, тако да зликовца прозивају овим надимком. Док разгледају скицу, Крос закључује да је Пикасова следећа мета немачки бизнисмен Ерих Нунемархер (Ден). Пикасо покуша да убије Нунемархера, али му план упропасти Крос; зликовац бежи након што га Кросов партнер Томи Кејн (Бернс) рани. Крос погрешно сазнаје да је Пикасов ултимативни план милијардер Жил Мерсје (Рено).
Да би се осветио за рањавање, Пикасо напада Кроса и Кејнову колегиницу, Монику Еш (Николс), мучећи је до смрти. Пикасо потом упрати Кроса, који је на састанку са Маријом; убија је из снајпера.
Пикасо напада Нунемархера и Мерсјеа на конференцији; убија Нунемархера и наизглед Мерсјеа. Крос и Кејн прате Пикаса до напуштеног театра Мичиген. Док се Крос и Пикасо боре, пропадну кроз оронулу таваницу зграде; Пикасо пада на аутомобил и умире, а Кејн и остали помажу Кросу да дође на сигурно.
Крос на крају сазнаје да је Пикасов шеф сам Мерсје. Након што је проневерио новац од својих клијената, Мерсје је тражио помоћ Јау и Нунемархера да лажира своју смрт и побегне на Бали; потом је унајмио Пикаса да изврши лажни атентат. Крос се побринуо да Мерсјеа ухапсе у Индонезији, где бива осуђен на смрт стрељањем због нађеног хероина. Пошто је осветио Маријино убиство, Крос прихвата посао у ФБИ-ју и сели се у Вашингтон са својом породицом.

## Улоге
| Глумац            | Улога                            |
| ----------------- | -------------------------------- |
| Тајлер Пери       | Алекс Крос                       |
| Едвард Бернс      | Томи Кејн                        |
| Метју Фокс        | Пикасо                           |
| Жан Рено          | Жил Мерсје                       |
| Кармен Еџого      | Марија Крос                      |
| Сисели Тајсон     | Реџајна „Нана Мама” Крос         |
| Рејчел Николс     | Моника Еш                        |
| Џон Макгинли      | начелник полиције Ричард Бруквел |
| Вернер Ден        | Ерих Нунемахер                   |
| Јара Шахиди       | Џанел Крос                       |
| Сајид Шахиди      | Дејмон Крос                      |
| Бони Бентли       | детектив Џоди Клебаноф           |
| Сименона Мартинез | Поп Поп Џоунс                    |
| Стефани Џејкобсен | Фан Јау Ли                       |
| Ђанкарло Еспозито | Дејрамас Холидеј                 |
| Инго Радемахер    | Инго Зехс                        |

## Продукција
Развој рибут филма о лику Алексу Кросу почео је 2010, са два сценариста (Кери Вилијамсон и Џејмс Патерсон). Дејвид Туи је одабран за режисера, те да напише сценарио поново. У августу 2010, Идрис Елба је одабран да глуми Кроса.
Поткрај 2010, QED International је купио права за снимање, са првобитним сценаријем (Вилијамсон, Патерсон). Јануара 2011, Тајлер Пери је заменио Елбу као насловна улога, а Коен је заменио пређашњег режисера. QED је одабрао Марка Моса, који је радио на претходним филмовима о Алексу Кросу, да детаљно разради сценарио за Перија и Коена. Уз буџет продукције од 35 милиона америчких долара, снимање је почело 8. августа 2011. у Кливленду (Охајо, САД) и трајало до 16. септембра 2011. године. Локације снимања у СИ Охају служиле су као ’бекдроп’ за Детроит (Мичиген, САД), где лик ради као полицајац. Након Охаја, снимање се одвијало и у самом Детроиту две недеље.
Фокс је условио нарочито мишићав физички изглед лика Пикаса, тако да је глумац морао да се реши већег дела телесних масти.
Summit Entertainment је купио права на домаћу дистрибуцију у марту 2011, а као датум изласка одређен је 26. октобар 2012. године.
Постер за биоскопско издање имао је ’таглајн’ са игром речима на енглеском језику: Don't ever cross Alex Cross. (досл. „Немој никада преварити Алекса Кроса.”, енгл. cross — „превара”/„преварити”). The Playlist (indieWire) имао је критику ’таглајна’: „Биће импресивно ако се ишта глупље појави на филмском постеру ове године.”

## Пријем

### Зарада
Филм је имао премијеру у 2.539 биоскопа у Северној Америци, уз остварену зараду од 11.396.768 америчких долара током прве недеље (просечно 4.489 $ по биоскопу). Ово је било пето место на списку филмова по заради. На крају, зарада је била 25.888.412 $ на домаћем и 8.730.455 $ на међународном тржишту (укупно 34.618.867 $). Буџет је био 35 милиона америчких долара.

### Критика
Алекс Крос је добио релативно лоше критике. Имао је скор од 12% на сајту Rotten Tomatoes, на основу 119 рецензија, уз просечан рејтинг 3,5 од 10. Критички консензус је био следећи: „Тајлер Пери и Метју Фокс дали су све од себе, али су осакаћени [Роб] Коеновом фрустрирајућом режијом и безукусним, лењо написаним сценаријем.” На Metacritic-у, филм је добио оцену 30 од 100, на основу 34 рецензије. Публика је, с друге стране, филму Алекс Крос дала „А” оцену на CinemaScore-у. Филм је имао номинацију за награду Рази (Пери као Најгори глумац).

## Отказани наставак
Пре изласка филма, објављено је да ће се роман Double Cross адаптирати у филм, а Пери репризирати своју улогу. Међутим, филм је отказан након што Алекс Крос није остварио довољну зараду.